# Saison 1 de Damages
Chronologie
Saison 2
Cet article présente le guide des épisodes de la première saison de la série télévisée Damages.

## Synopsis
Ellen Parsons erre, ensanglantée, dans les rues bondées de New York. Pourtant, six mois plus tôt, tout allait pour le mieux. Engagée dans le cabinet d'avocats le plus puissant de la ville, dirigé par la redoutable Patty Hewes, Ellen faisait des débuts prometteurs. À cette époque, Patty était sur une grosse affaire : elle se battait pour faire tomber Arthur Frobisher, un magnat de la finance qu'elle accusait d'avoir escroqué ses 5 000 employés, une affaire qui rappelle le scandale Enron. Dans l'influent milieu de la Justice, Patty a une réputation de fer ; elle est prête à tout pour arriver à ses fins. Les méthodes de Patty ont-elles quelque chose à voir avec la déchéance dans laquelle Ellen sombrera six mois plus tard ?
La première saison se concentre sur l'affaire Frobisher. Arthur Frobisher, un magnat de la finance new-yorkais, est accusé d'avoir escroqué ses employés en volant leur assurance-vie. Patty Hewes, avocate redoutée, est chargée du dossier et compte faire tomber Frobisher coûte que coûte. Elle embauche Ellen Parsons pour la seule et unique raison qu'elle peut la mener à un témoin fondamental dans le dossier : Katie Connor, sa belle-sœur. Entre coups bas entre Patty Hewes et Ray Fiske, l'avocat de Frobisher, manipulations des principaux témoins, meurtres commandités, sbires hargneux, coups de sang et double-jeu de Patty, l'audace de Ellen… la résolution de l'affaire s'avère beaucoup plus dangereuse que prévu.
L'intrigue principale, révélée au fil des épisodes par le biais de flashforwards, se déroule 6 mois après l'embauche de Ellen, au cabinet. Pourquoi Ellen se retrouve-t-elle ensanglantée dans les rues de New York ? Pourquoi trouve-t-elle son fiancé assassiné dans la baignoire de leur appartement ? Les 13 épisodes ont comme objectif de nous montrer petit à petit le déroulement des évènements et comment Ellen se retrouve dans une telle situation. Le dénouement confirme le dicton préféré de Patty Hewes : « ne faire confiance à personne ».

## Distribution
- Rose Byrne (VF : Chantal Macé) : Ellen Parsons
- Glenn Close (VF : Évelyne Séléna) : Patricia « Patty » C. Hewes
- Ted Danson (VF : Gérard Rinaldi) : Arthur Frobisher
- Noah Bean (VF : Damien Ferrette) : David Connor
- Tate Donovan (VF : Constantin Pappas) : Tom Shayes
- Željko Ivanek (VF : Hervé Bellon) : Raymond « Ray » Fiske
- Anastasia Griffith (VF : Laurence Sacquet) : Katherine « Katie » Connor
- Michael Nouri (VF : Guy Chapellier) : Phil Grey
- Robin Thomas (en) (VF : Pierre Dourlens) : Martin Cutler
- Philip Bosco (VF : Michel Ruhl) : Hollis N. Nye
- Zachary Booth (VF : Julien Bouanich) : Michael Hewes

## Épisodes

### Épisode 1:Plus dure sera la chute
- États-Unis : 24 juillet 2007 sur FX Network
- Québec : 12 novembre 2008 sur Mystère
- Belgique : 13 janvier 2009 sur RTL-TVI
- Suisse : 1er février 2009 sur TSR1
- France : 
  - 28 février 2008 sur Canal+
  - 7 juillet 2009 sur M6 (rediffusion en clair)

- États-Unis : 3,66 millions de téléspectateurs[1] (première diffusion)
- France : 691 000 téléspectateurs[2] (première diffusion)
- France : 1,10 million de téléspectateurs[3] (rediffusion sur M6)

### Épisode 2:Témoin à charge
- États-Unis : 31 juillet 2007 sur FX Network
- Suisse : 1er février 2009 sur TSR1
- France : 
  - 28 février 2008 sur Canal+
  - 7 juillet 2009 sur M6 (rediffusion en clair)

- États-Unis : 2,93 millions de téléspectateurs[1] (première diffusion)
- France : 653 000 téléspectateurs[2] (première diffusion)
- France : 639 100 téléspectateurs[3] (rediffusion sur M6)

### Épisode 3:Le Fils prodigue
- États-Unis : 7 août 2007 sur FX Network
- Suisse : 8 février 2009 sur TSR1
- France : 
  - 28 février 2008 sur Canal+
  - 7 juillet 2009 sur M6

### Épisode 4:Le Chaînon manquant
- États-Unis : 14 août 2007 sur FX Network
- Suisse : 8 février 2009 sur TSR1
- France : 
  - 6 mars 2008 sur Canal+
  - 21 juillet 2009 sur M6

### Épisode 5:Cavalier seul
- États-Unis : 21 août 2007 sur FX Network
- Suisse : 15 février 2009 sur TSR1
- France : 
  - 6 mars 2008 sur Canal+
  - 21 juillet 2009 sur M6

### Épisode 6:Dîner avec le diable
- États-Unis : 4 septembre 2007 sur FX Network
- Suisse : 15 février 2009 sur TSR1
- France : 
  - 13 mars 2008 sur Canal+
  - 4 août 2009 sur M6

### Épisode 7:Sous surveillance
- États-Unis : 11 septembre 2007 sur FX Network
- Suisse : 22 février 2009 sur TSR1
- France : 
  - 13 mars 2008 sur Canal+
  - 11 août 2009 sur M6

### Épisode 8:Nouvelle donne
- États-Unis : 18 septembre 2007 sur FX Network
- Suisse : 22 février 2009 sur TSR1
- France : 
  - 20 mars 2008 sur Canal+
  - 18 août 2009 sur M6

### Épisode 9:Regrets
- États-Unis : 25 septembre 2007 sur FX Network
- Suisse : 1er mars 2009 sur TSR1
- France : 
  - 20 mars 2008 sur Canal+
  - 25 août 2009 sur M6

### Épisode 10:À cran
- États-Unis : 2 octobre 2007 sur FX Network
- Suisse : 1er mars 2009 sur TSR1
- France : 
  - 27 mars 2008 sur Canal+
  - 7 septembre 2009 sur M6

### Épisode 11:Échec et Mat
- États-Unis : 9 octobre 2007 sur FX Network
- Suisse : 8 mars 2009 sur TSR1
- France : 
  - 27 mars 2008 sur Canal+
  - 7 septembre 2009 sur M6

Patty apprend par un message vocal de Tom que Ellen est en prison pour le meurtre de David. Elle ne semble pas en croire ses oreilles. Après sa dispute avec Ellen, David a fait ses valises, tandis que Lila le harcelait au téléphone et que Katie, sa sœur, était cachée, tout près de l'appartement de son frère.

### Épisode 12:Sans limite
- États-Unis : 16 octobre 2007 sur FX Network
- Suisse : 8 mars 2009 sur TSR1
- France : 
  - 3 avril 2008 sur Canal+
  - 14 septembre 2009 sur M6

### Épisode 13:Comme un miroir
- États-Unis : 23 octobre 2007 sur FX Network
- Suisse : 15 mars 2009 sur TSR1
- France : 
  - 3 avril 2008 sur Canal+
  - 14 septembre 2009 sur M6